# Lietuvos paštas

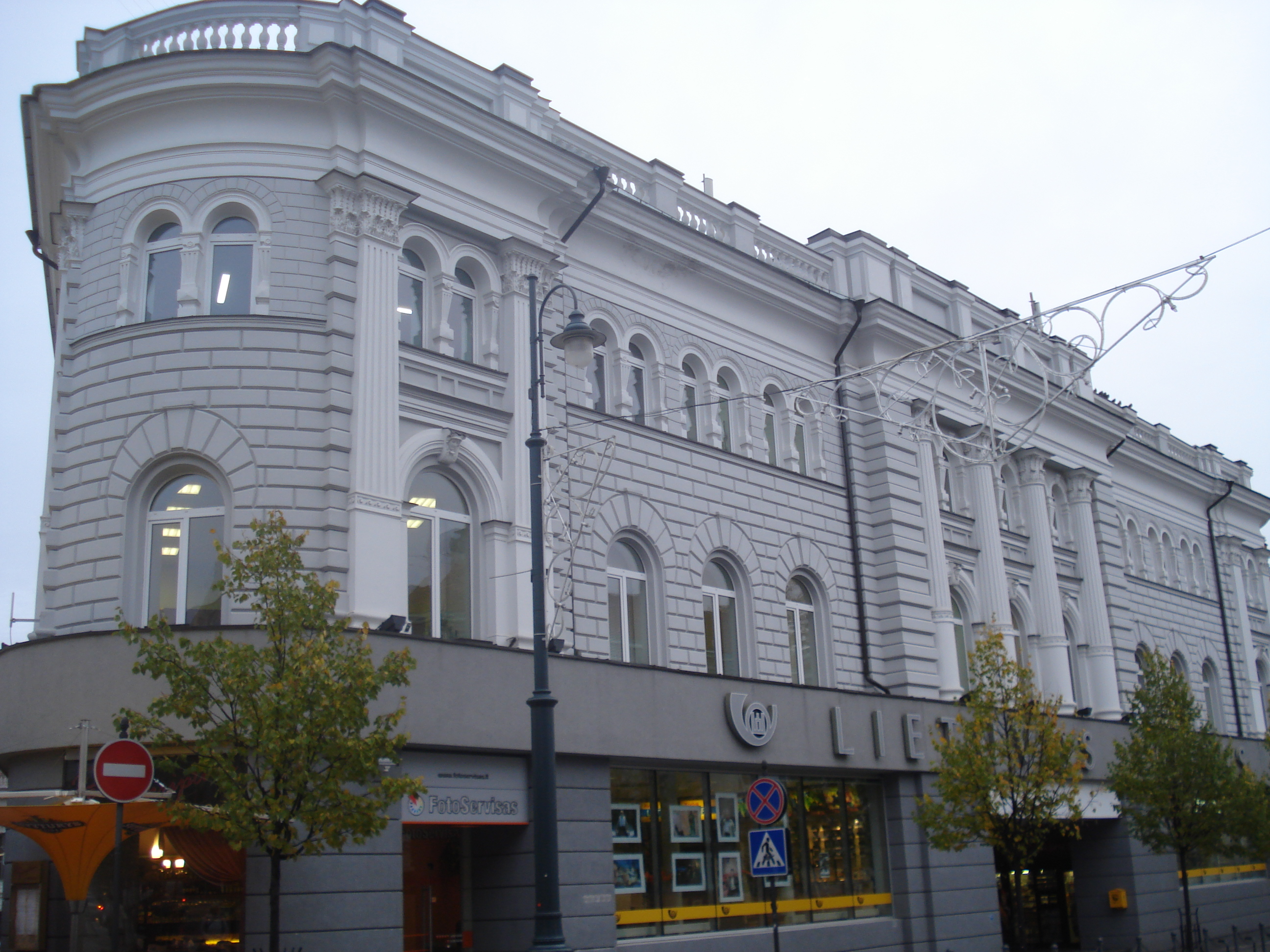
Postamt in Vilnius, Gediminas-Prospekt

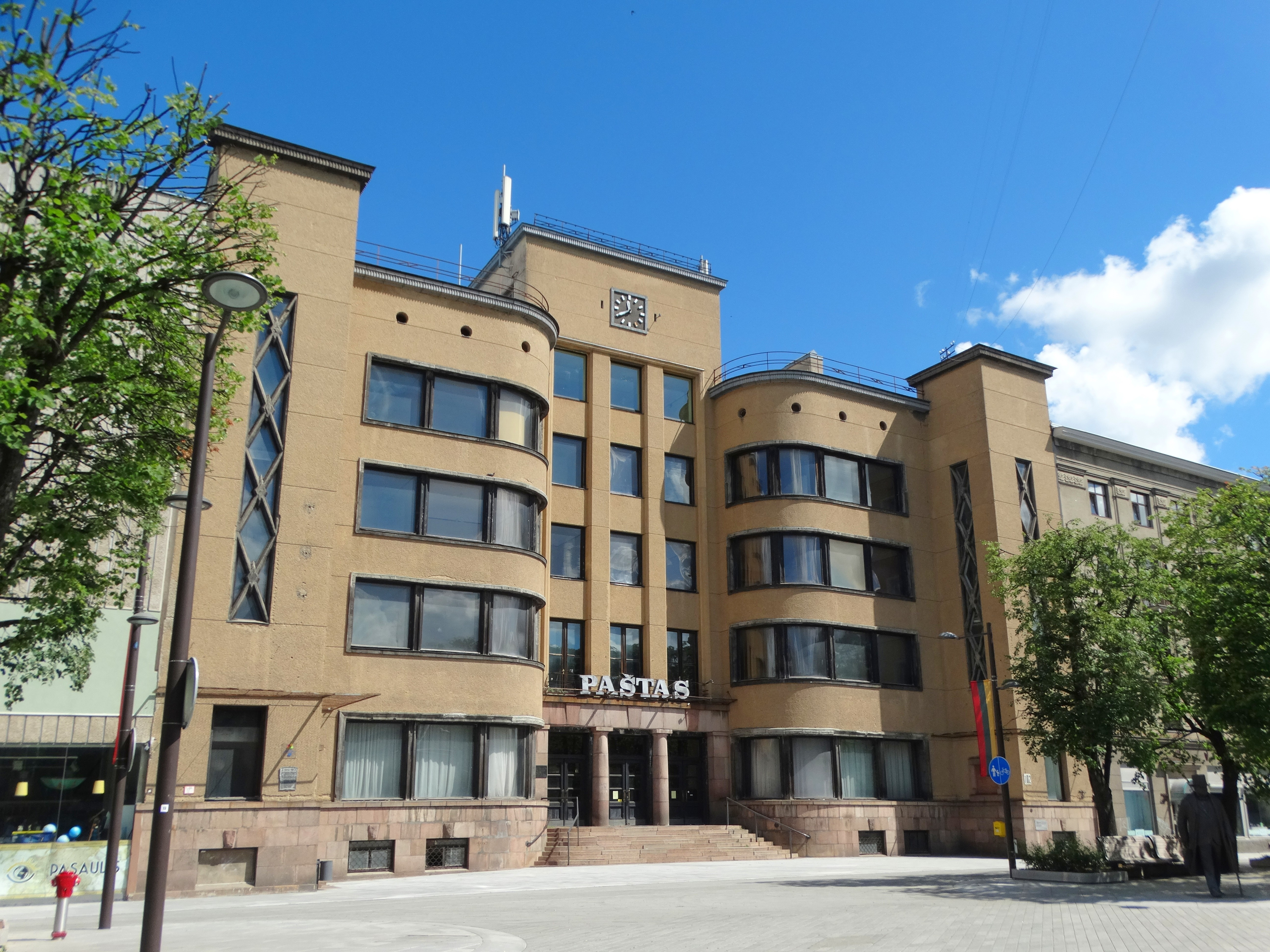
Postamt in Kaunas, Laisvės alėja

AB Lietuvos paštas ist das größte Postunternehmen in Litauen, gegründet im November 1918. Es bietet auch Dienstleistungen wie Logistik, Finanzvermittlung und elektronische Leistungen. Das Unternehmen hat 870 Dienststellen, davon 735 stationäre Postämter. 2012 beschäftigte das Unternehmen 6.644 und 2018 5.142 Mitarbeiter.

## Leitung
- Vorstandsvorsitzende: Asta Sungailienė

## Postmarken

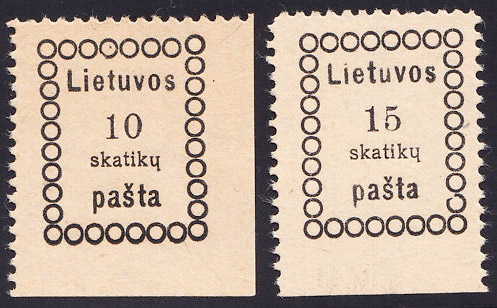
Erste Postmarken
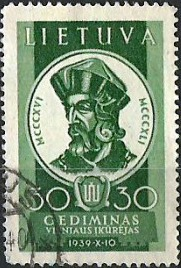
Gediminas, 1939
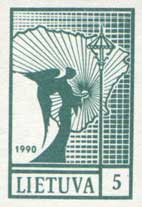
Postmarke, 1990
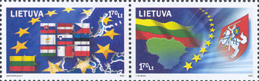
EU-Beitritt 2004
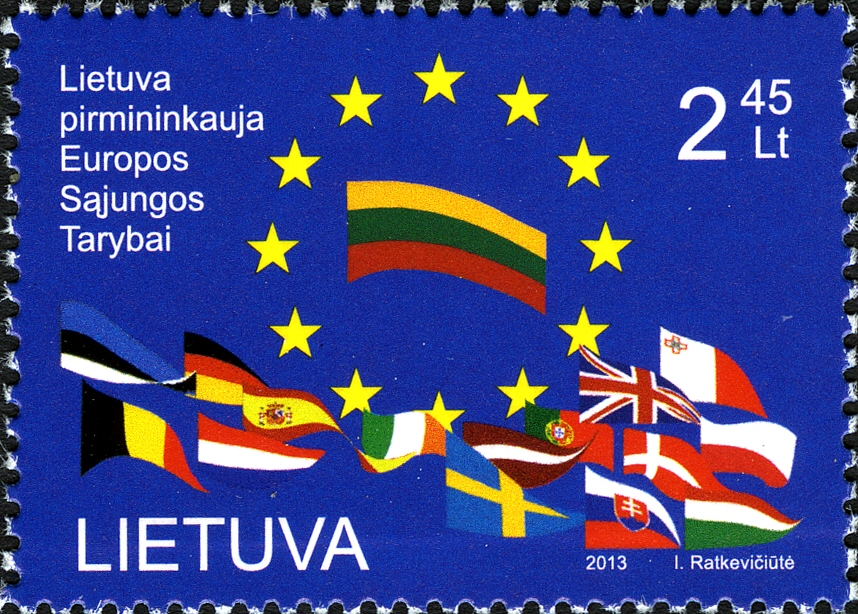
Litauische EU-Ratspräsidentschaft 2013